# Francesco Rismondo

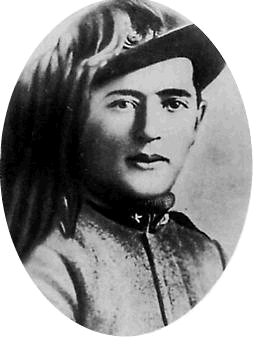
Francesco Rismondo

Francesco Rismondo (Spalato, Oostenrijk-Hongarije, 15 april 1885 - Gorizia, Italië, 10 augustus 1915) was een Italiaanse irredentist en soldaat.
Hij werd geboren in Spalato, Dalmatië (toen een deel van Oostenrijk-Hongarije), in een Dalmatisch-Italiaanse familie. Hij studeerde in Graz en Engeland en werkte in irredentistische sportverenigingen in zijn geboorteplaats. In 1915 verhuisde hij met zijn vrouw Lidia Bugliovazzi naar Italië en schreef zich in als vrijwilliger in het Italiaanse leger om tegen Oostenrijk te vechten. Hij was werkzaam als tolk op het hoofdkwartier, maar vroeg om naar de frontlinie te worden gestuurd. Rismondo vocht op de Monte San Michele en werd in onduidelijke omstandigheden door de Oostenrijkers gedood, waarschijnlijk door executie.